# Félix de Aramburu
Félix Pío de Aramburu y Zuloaga (Oviedo, 5 de mayo de 1848-Madrid, 30 de abril de 1913) fue un jurista y poeta romántico español.

## Trayectoria profesional
Nacido en la ciudad asturiana de Oviedo el 5 de mayo de 1848, desde su adolescencia dio muestras de una marcada inclinación literaria, mientras cursaba Derecho en la Universidad de Oviedo, de la cual su padre fue también catedrático. Ya en sus años de bachiller publicó sus primeros trabajos literarios en las revistas La Joven Asturias y La Tradición. Fundó y dirigió Revista Asturias (1877-1883) donde publicó su escasa producción en bable asturiano bajo el pseudónimo de “Sico Xuan de Sucu”; para los ecos de sociedad utilizó el de "Saladino". También aparecieron muchas poesías y trabajos suyos en La Ilustración Gallega y Asturiana (1879-1881); por entonces tradujo al asturiano algunos textos de bucólicos griegos.
Terminada brillantemente la carrera en 1869, al año siguiente se doctoró por la Universidad Central de Madrid y dio comienzo su vida de fecundo docente, como auxiliar de la Universidad de Oviedo. También por ese tiempo fue miembro de la Junta local de Primera Enseñanza. También estudió Filosofía y Letras y Arte. En 1876 obtuvo, por oposición, la cátedra de ampliación de Derecho civil y códigos de la Universidad de Santiago de Compostela, y el mismo año consiguió permutarla por la de Historia y Elementos de Derecho Romano en la Universidad de Oviedo.

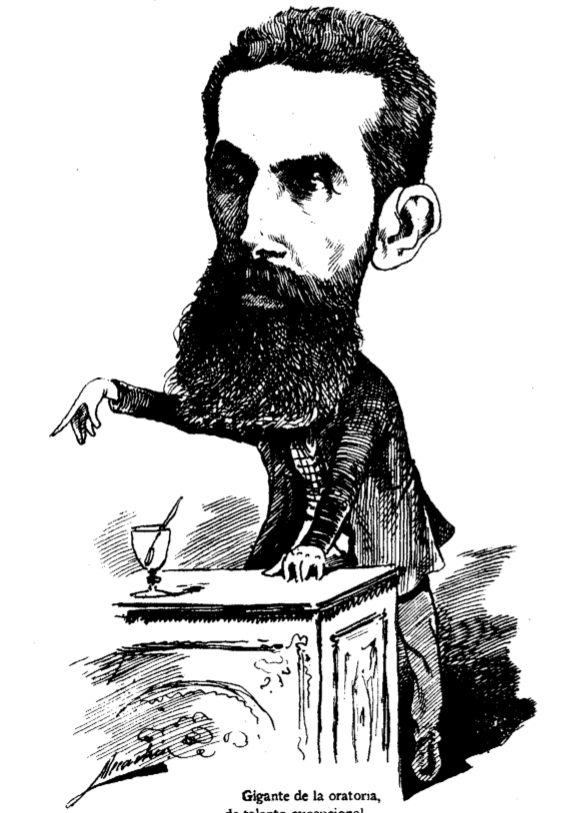
Caricaturizado por Mecachis (Madrid Cómico, 1887)

Decano y vicerrector desde 1886, en 1888 es nombrado rector, y desempeña hasta 1905 ese cargo en el que le sucede Fermín Canella. Bajo su rectorado, se inició la Extensión Universitaria y los Anales de la Universidad de Oviedo. Desde 1887 fue miembro del Tribunal Contencioso-Administrativo. Fue también director del Museo Arqueológico, secretario y profesor de la Escuela de Artes y Oficios de Oviedo, vicedirector de la Sociedad Económica de Amigos del País y de la Asociación de Ganaderos. Con motivo de todos estos cargos, hubo de prodigarse en conferencias y discursos.
En 1887 publica La nueva ciencia penal que obtiene la Medalla de Plata de la Exposición Universal de Barcelona de 1888. Su fama de penalista llega a Italia, a Alemania, a Rusia.
Desde 1901 hasta su fallecimiento fue senador por la Universidad de Oviedo. Consejero de Instrucción Pública (1902). Desde 1905 hubo de fijar su residencia en Madrid, donde fue profesor de la Escuela de Criminología, catedrático de Estudios Superiores de Derecho en la Universidad Central (1906), miembro numerario de la Academia de Ciencias Morales y Políticas (1910) y Magistrado del Tribunal Supremo (Aramburu introdujo en España el positivismo jurídico de los criminalistas italianos).
Falleció el 30 de abril de 1913, trasladándose posteriormente su cuerpo para ser enterrado en Ribadesella.

## Producción literaria
La mayoría de sus trabajos literarios se recogen en la Revista de Asturias, que primero tuvo el nombre de Ecos del Nalón, revista de elevado tono, de la que fue director (entre los años 1877 y 1883) y en la cual popularizó el pseudónimo de Saladino; pero también La Ilustración Gallega y Asturiana publicó muchas poesías y trabajos suyos.
Su Monografía de Asturias fue galardonada por la Real Academia de la Historia con el Premio al Talento (1903).
Defensor de la cultura asturiana, aparte de las obras ya citadas y numerosas memorias, informes y discursos, escribió un drama en verso titulado Vida por honra (Oviedo, 1878), Tres cuentos (Madrid, 1879), Un voto en pro del juicio oral en materia civil (Oviedo, 1890), Historias de pájaros que parecen hombres (Oviedo, 1903), que es una recopilación de poesías ya publicadas en la Revista de Asturias, Covadonga en la obra Asturias de Octavio Bellmunt y Fermín Canella Secades, y multitud de trabajos más en otros libros y revistas.